# Schaustickerei Plauen

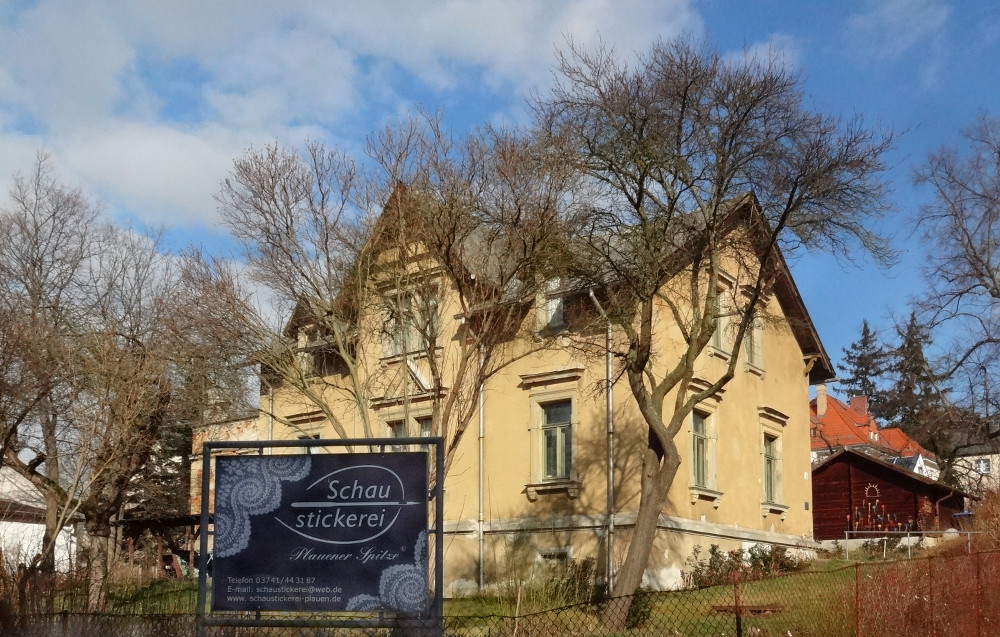
Gebäude der Schaustickerei Plauen

Die Schaustickerei Plauen ist ein Museum zur regionalen Industriegeschichte und Teil der historischen Sehenswürdigkeiten der Stadt Plauen. Sie befindet sich in einem Gebäudeensemble aus Wohnhaus und Stickereibetrieb, das um 1900 erbaut wurde. Wegen der historischen Bausubstanz und des originalen Maschinenparks gehört sie zu den authentischen Zeugnissen sächsischer Industriekultur und wurde bereits 1995 in die Liste der Kulturdenkmale Sachsens (Liste Plauen-Reusa) aufgenommen.

## Geschichte
Im Jahre 1897 baute der Obertelegraphen-Assistent Max Vollstädt auf den Flächen des Rittergutes Reusa ein Wohnhaus. Im Zuge des Booms der Plauener Stickereiindustrie wurde 1902 vom nachfolgenden Besitzer Albert Schiller neben dem Wohnhaus eine Maschinenstickerei errichtet. Das einstöckige Hofgebäudes beherbergte anfänglich zehn Stickmaschinen. Das Konzept des Stickereigebäudes samt Fenstergestaltung, Raumaufteilung und Transportwegen entsprach den Arbeitsabläufen einer Maschinenstickerei der damaligen Zeit. In den folgenden Jahrzehnten wechselten die Gebäude mehrmals den Besitzer, es blieb jedoch stets ein Stickereibetrieb mit einem dazugehörigen Wohnhaus.
Die Stickerei wurde 1996 stillgelegt. Jedoch fanden sich mit der ABS Textil Plauen und dem Förderverein Vogtländisches Textilmuseum neue Betreiber, die eine Umgestaltung zu einem technischen Museum einleiteten. Das historische Gebäudeensemble sowie der Maschinenbestand konnten dadurch weitgehend erhalten werden. Im Dezember 2001 übernahm der Verein „Vogtländische Textilgeschichte Plauen e.V.“ den sanierten und neu gestalteten Gebäudekomplex. Seither betreibt der Verein die Schaustickerei als „lebendige Museumsfabrik“.

## Ausstellungen

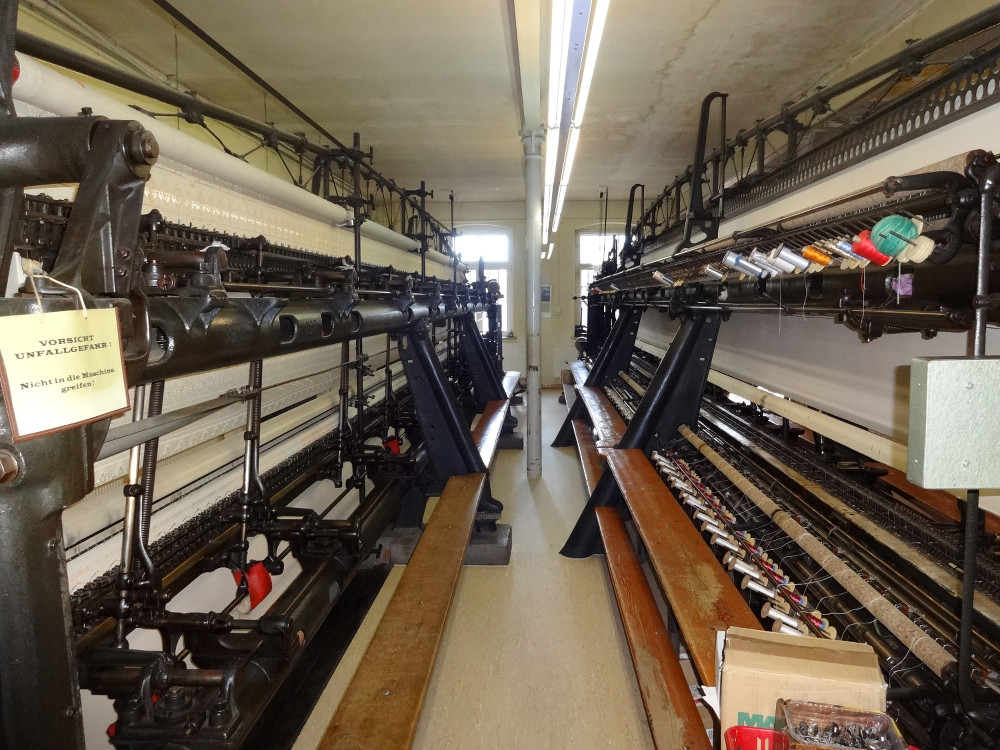
Schiffchenstickmaschinen in der Schaustickerei

Die ständige Ausstellung zeigt die Arbeitsabläufe in einer historischen Maschinenstickerei. Anhand funktionstüchtiger Maschinen wird die Herstellung von Stickereierzeugnissen sowie die Entstehung von Plauener Spitze erläutert. Einmalig ist, dass beginnend mit der Handstickmaschine alle nachfolgenden maschinellen Stickverfahren gezeigt und vorgeführt werden können. Gerade durch Innovationen im Maschinenbau konnten um 1900 die Vielfalt und Qualität der Stickereierzeugnisse perfektioniert werden. Wesentlichen Anteil an dieser Entwicklung hatte die Vogtländische Maschinenfabrik (VOMAG) unter ihrem damaligen Direktor Robert Zahn.
Neben den Großstickmaschinen ist ein weiterer Teil der Ausstellung der Arbeit mit Mehrkopf- und Kleinstickmaschinen gewidmet. Es werden typische Sticktechniken an historischen Kleinstick- und Nähmaschinen vorgeführt und erläutert.
Gemeinsam mit dem Trägerverein „Vogtländische Textilgeschichte Plauen e.V.“ bietet die Schaustickerei darüber hinaus Sonderausstellungen, Vorträge und Veranstaltungen zu den Themen Industrie- und Textilgeschichte sowie Mode und Design an.

## Angebote
Die Schaustickerei stellt Stickereien und Modeartikel in Einzelanfertigung oder Kleinserie her, die über den Museumsshop vertrieben werden. Im Rahmen der Museumspädagogik werden u. a. Kreativ- und Bildungskurse für Kinder und Jugendliche angeboten. Ein weiteres Anliegen ist die Erforschung der regionalen Textilgeschichte in Form von Projektarbeiten.